# Milijun milja od nigdje
Milijun milja od nigdje četvrti je album hrvatskog glazbenog sastava Colonia koji sadrži 13 pjesama. Objavljen je 2001. godine i prodan u 50 000 primjeraka u Hrvatskoj i preko 300 000 u svijetu, što ga čini najprodavanijim albumom u Hrvatskoj. Singl »Za tvoje snene oči« pobijedio je na Hrvatskom radijskom festivalu i postao ljetni hit i najslušanija pjesma 2001. godine. Pjesma je također bila prijavljena na prvo godišnje natjecanje Eurodance 2001., gdje je postao prvi pobjednik. Album je kasnije ponovno izdan kao zahvala obožavateljima kao LP s originalnim pjesmama i novim remiksima.[nedostaje izvor]

## Popis pjesama
1. "Za tvoje snene oči"
2. "Svijet voli pobjednike"
3. "Nikad više"
4. "Rendez-vous"
5. "Takvi kao ti"
6. "No puedo mas sin ti"
7. "Samo tvoja"
8. "Sjene"
9. "Prvi i zadnji"
10. "Nevjera"
11. "Još jednom za kraj"
12. "Kiša, vjetar, oluja"
13. "Milijun milja od nigdje"

## Zasluge
Colonia
- Tomislav Jelić – DJ, poslovanje
- Boris Đurđević – tekst, glazba, produciranje, aranžer
- Indira Levak – glavni vokali

Dodatni glazbenici
- Ivana Kindl – prateći vokali
- Jelena Majić – prateći vokali
- Željko Houdek – prateći vokali
- Adam Žvigač – bas-gitara (na pjesmi 7)
- Mario Vukšić Jimmy – gitara (na pjesmi 7)